# Хоккейные игры Carlson 2020
Хоккейные игры Carlson 2020 — хоккейное соревнование в рамках хоккейного Евротура сезона 2019/2020, которое планировалось провести с 30 апреля по 3 мая 2020 года в Чехии, однако из-за пандемии коронавируса было перенесено на август, а в конце июля турнир был полностью отменён. Участниками турнира являются сборные России, Финляндии, Швеции и Чехии.

#### Турнирная таблица
| М | Сборная   | И | В | ВО | ВБ | П | ПО | ПБ | ШЗ | ШП | РШ | О |
| - | --------- | - | - | -- | -- | - | -- | -- | -- | -- | -- | - |
| 1 | Россия    |   |   |    |    |   |    |    |    |    |    |   |
| 2 | Финляндия |   |   |    |    |   |    |    |    |    |    |   |
| 3 | Чехия     |   |   |    |    |   |    |    |    |    |    |   |
| 4 | Швеция    |   |   |    |    |   |    |    |    |    |    |   |

Пояснение: М - место, И - игры, В - выиграно, ВО - выиграно в овертайме, ВБ - выиграно по буллитам, П - проиграно, ПО - проиграно в овертайме, ПБ - проиграно по буллитам, ШЗ - шайб забито, ШП - шайб пропущено, РШ - разница шайб, О - очки.

#### Матчи турнира
Начало матчей указано по московскому времени (UTC+3:00).
| 30 апреля 2020 | Финляндия |  | Россия |  |

| 30 апреля 2020 | Чехия |  | Швеция |  |

| 2 мая 2020 | Швеция |  | Россия |  |

| 2 мая 2020 | Финляндия |  | Чехия |  |

| 3 мая 2020 | Швеция |  | Финляндия |  |

| 3 мая 2020 | Россия |  | Чехия |  |

## Посещаемость матчей
| Место | Команда   | Игры | Суммарная посещаемость | Средняя посещаемость | Максимальная посещаемость |
| ----- | --------- | ---- | ---------------------- | -------------------- | ------------------------- |
| 1     | Россия    |      |                        |                      |                           |
| 2     | Финляндия |      |                        |                      |                           |
| 3     | Швеция    |      |                        |                      |                           |
| 4     | Чехия     |      |                        |                      |                           |